# 梅根·崔娜
梅根·伊莉莎白·崔娜（英語：Meghan Elizabeth Trainor，1993年12月22日—），是一個美國創作歌手。她在2014年以前曾發行過3張專輯。在2014年時發布的成名單曲《棉花糖女孩》曾在美國《告示牌》Billboard Hot 100總計連續8週冠軍，更因為這首歌紅遍全球。第二個單曲《唇唇欲動》最高曾在Hot 100拿下第四名。她的迷你專輯《招牌金曲》在2014年9月時Billboard 200排行第15名。而2015年發行的正式專輯名稱同樣叫《招牌金曲》，登頂在Billboard 200冠軍。2016年2月15日榮獲第58屆葛萊美獎「最佳新人獎」。

## 生活與職業生涯

### 1993-2008：早年生活
梅根·崔娜誕生於1993年12月22日，梅根·崔娜的父親是Gary與母親Kelli。 出生地點為美國麻薩諸塞州南塔克特。她有一位哥哥以及一位弟弟。11歲時，她向父親表示她想要當「發片歌手」(Recording Artist)。在12歲時，她於「派對樂團」(Party Band)演出，而樂團成員都是她的家人。他們在家鄉南塔克特的酒吧演奏索卡音樂。
十三歲時，梅根·崔娜寫出她的第一首歌“Give Me a Chance”。她的父親幫助她學習吉他，並鼓勵她去探索各個音樂流派。她母親說她「用耳朵做了很多的事」。八年級時，她們全家離開南塔克特，暫時搬遷至麻州的奧良，後定居於麻州的北埃斯罕，並就讀於瑙塞特地方高中。她與NRBQ成員Johnny及Joey Spampinato一起玩樂器，並與Spampinato發展她在音樂方面的才能以及吉他課程。她在高中時曾在爵士樂團三年，然後獨立地在家裡的錄音室工作。

### 2009-2013：職涯開始
在15-17歲間，梅根·崔娜獨立自行創作、編曲、演唱並錄製了三張專輯。15歲時，她報名參加伯克利音樂學院舉辦的2009年夏季表演計劃。她達到該計畫之寫歌決賽標準。那年，梅根使用GarageBand製作出她的同名專輯《Meghan Trainor》，並於12月25日發布。她父親說，梅根認為自己是一個微胖的女孩，永遠不可能成為一個藝人。而因為這個原因，她開始喜歡發行歌曲。梅根在發行《Meghan Trainor》後，又在2011年發行了兩張原音樂專輯：《I'll Sing with You》及《Only 17》。這三張專輯皆是她自己發行的。其中，梅根在《Only 17》專輯中，與父親合作製作三首有關爵士樂的歌。2010年到2011年間，她在全美參加歌曲創作競賽。她在位於墨西哥杜蘭戈州舉辦的作曲家博覽會時，將《Only 17》交給NRBQ成員阿爾·安德森。阿爾·安德森向「大黃狗音樂」(Big Yellow Dog Music)的Carla Wallace提到此專輯，Wallace便和她簽了一份契約。由於契約的簽訂，梅根的父母親鼓勵她放棄上大學的路途。
她與「大黃狗音樂」簽定的合約後，她努力爭取成為歌曲創作人，但是在洛杉磯沒有人願意與她合作。2013年，她開始旅行於納許維爾、紐約州、及洛杉磯以創作鄉村音樂及流行音樂。她為其他的歌手的樣本唱片唱和聲，而她的歌聲偶爾做最後的剪輯。在2013年6月，梅根被Wallace和一位共同的朋友介紹，和製片人Kevin Kadish在納許維爾見面。他們分享自己喜歡復古風格的音樂，並且在該月開始一起錄音。她感到受挫於通勤至洛杉磯參加歌曲創作會議。梅根的父母不希望她搬去洛杉磯，她們還形容說搬家是可怕的且需要花很多的錢。2013年11月，她決定搬去她承擔的起的地方——田納西州納許維爾。2014年，她為來自義大利和丹麥的錄音師寫歌，賺取了她第一份寫歌得來的版權使用費。接著，她為Sabrina Carpenter、雷可福磊斯、亨特·海耶斯、以及R5寫歌。

### 2014年-至今：發布《Title》

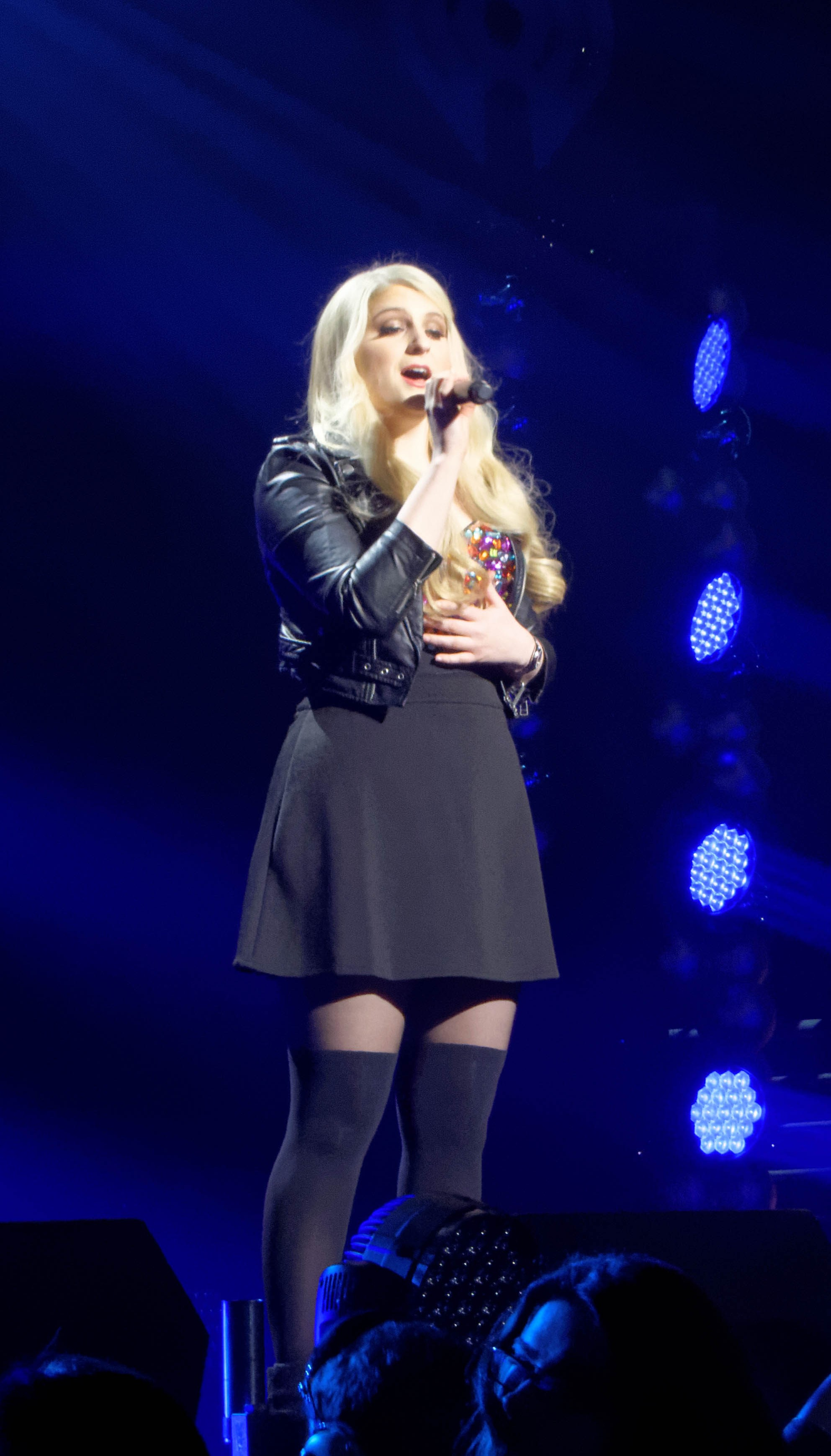
梅根於費城在2014年叮噹球巡迴演唱會演出。

Kadish和梅根於2014年合寫“All About That Bass”。她被各個唱片公司及唱片藝人，包括碧昂絲以及愛黛兒，謝絕錄製此歌曲，所以她自行錄製這首歌，然後用烏克麗麗向史詩唱片總裁L.A. Reid表演。她雇用Troy Carter成為她的經紀人。"All About That Bass"於2014年6月30日發布，且此歌的MV馬上就成為網路爆紅影片。"All About That Bass"成為58個國家中的第一名單曲，以及成為其中一支賣的最好的單曲。截止至2014年12月，全球銷售超過600萬張。
2014年9月9日，梅根發布迷你專輯《Title》。這張迷你專輯完全是由梅根和Kadish撰寫而成，並且位列告示牌200大專輯榜第15名、加拿大專輯榜第17名。梅根於2014年10月21日發布她的第二支單曲“Lips Are Movin”。這首歌的MV受惠普的委託，梅根為他們的產品HP Pavilion做宣傳活動。這支單曲於告示牌百強單曲榜達到第4名。“Lips Are Movin”讓她第二次於澳大利亞及加拿大達到前十名，而於紐西蘭第三次達到前十名。2014年11月，梅根出席第七季美國好聲音獻唱。Google將梅根列為2014年年度搜尋率第四高的音樂家。告示牌將她列為年度第四最佳新人，以及將她列在2014年21歲以下最熱門新星第12位。

## 音樂專輯
- 《Meghan Trainor》（2009）
- 《I'll Sing with You》（2011）
- 《Only 17》（2011）
- 《Title (EP)（英语：Title (EP)）》（2014）
- 《Title》（2015）
- 《Thank You》（2016）
- 《Treat Myself》（2020）
- 《A Very Trainor Christmas》 (2020)
- 《Takin' It Back》 (2022)

## 巡迴演唱會
- That Bass Tour（英语：That Bass Tour） (2015)
- MTrain Tour (2015)
- The Untouchable Tour (2016)

## 外部連結
- （英文）梅根·崔娜 （页面存档备份，存于）的官方網站
- （英文）梅根·崔娜的X（前Twitter）
- （英文）梅根·崔娜的Facebook專頁
- （英文）梅根·崔娜的Instagram帳戶
- （英文）梅根·崔娜在Allmusic上的頁面
- （英文）梅根·崔娜在互联网电影资料库（IMDb）上的資料（英文）
- （英文）YouTube上的梅根·崔娜頻道
- （英文）梅根·崔娜的Discogs页面（英文）